# John Lovell
John Clay Lovell III (* 11. Oktober 1967 in Baton Rouge) ist ein ehemaliger US-amerikanischer Segler.

## Erfolge
John Lovell nahm viermal an Olympischen Spielen mit Charlie Ogletree in der Bootsklasse Tornado teil. Sie belegten 1996 in Atlanta zunächst den achten Platz, ehe sie vier Jahre später in Sydney Siebte wurden. Bei den Olympischen Spielen 2004 in Athen erzielten sie 45 Gesamtpunkte, womit sie die Regatta hinter den Österreichern Roman Hagara und Hans-Peter Steinacher abschlossen und die Silbermedaille erhielten. Bei ihren jeweils letzten Olympischen Spielen im Jahr 2008 in Peking kamen sie nicht über den 15. Rang hinaus. Bei Weltmeisterschaften gewannen sie ebenfalls 2004 eine Silbermedaille, als sie in Palma den zweiten Platz erreichten.
Lovell ist verheiratet und hat ein Kind.